# Fed Cup 2012 – blok D 1. skupiny zóny Evropy a Afriky
Blok D 1. skupiny zóny Evropy a Afriky Fed Cupu 2012 představoval jednu ze čtyř podskupin 1. skupiny. Hrálo se mezi 1. až 4. únorem v areálu Municipal Tennis Club izraelského Ejlatu venku na dvorcích s tvrdým povrchem. 
Čtyři týmy se utkaly ve vzájemných zápasech. Vítěz sehrál zápas s vítězem bloku B o účast v baráži Světové skupiny II pro rok 2013. Družstvo z druhého místa se střetlo s druhým z bloku B o konečné 5. až 8. místo 1. skupiny. Třetí tým nastoupil proti stejně umístěnému družstvu z bloku B o konečné 9. až 12. místo. Poslední v klasifikaci se utkal v zápase o udržení se čtvrtým z bloku B. Poražený pak sestoupil do 2. skupiny zóny pro rok 2013.

## Blok D
|     |             | Polsko | Rumunsko | Chorvatsko | Lucembursko | Zápasy V/P | Sety V/P | Hry V/P | Pořadí |
| 24. | Polsko      |        | 2–1      | 3–0        | 3–0         | 3–0        | 16–3     | 112–47  | 1.     |
| 27. | Rumunsko    | 1–2    |          | 2–1        | 3–0         | 2–1        | 14–6     | 98–78   | 2.     |
| 42. | Chorvatsko  | 0–3    | 1–2      |            | 2–1         | 1–2        | 6–13     | 81–92   | 3.     |
| 47. | Lucembursko | 0–3    | 0–3      | 1–2        |             | 0–3        | 2–16     | 44–105  | 4.     |

- V/P – výhry/prohry

## Zápasy

### Polsko vs. Lucembursko
| | Polsko | 3 :                                                                        | 0   | Lucembursko |    |  |
| --- | ------ | -------------------------------------------------------------------------- | --- | ----------- | -- |  |
| Municipal Tennis Club, Ejlat, Izrael 1. února 2012 tvrdý (venku) |        |                                                                            |     |             |    |  |
| \| \| \| \| 1. \| 2. \| 3. \| \| \| -- \| \| -------------------------------------------------------------------------- \| --- \| --- \| -- \| \| \| 1. \| \| Urszula Radwańská Claudine Schaulová \| 6 2 \| 6 2 \| \| \| \| 2. \| \| Agnieszka Radwańská Anne Kremerová \| 6 1 \| 6 1 \| \| \| \| 3. \| \| Magda Linetteová / Alicja Rosolská Tiffany Corneliusová / Laura Correiaová \| 6 1 \| 6 1 \| \| \| \| \| \| \| \| \| \| \| \| \| \| \| \| \| \| \| \| \| \| \| \| \| \| \| \| \| \| \| \| \| \| \| \| \| \| \| \| \| \| \| |        |                                                                            |     |             |    |  |
| |        |                                                                            | 1.  | 2.          | 3. |  |
| 1. |        | Urszula Radwańská Claudine Schaulová                                       | 6 2 | 6 2         |    |  |
| 2. |        | Agnieszka Radwańská Anne Kremerová                                         | 6 1 | 6 1         |    |  |
| 3. |        | Magda Linetteová / Alicja Rosolská Tiffany Corneliusová / Laura Correiaová | 6 1 | 6 1         |    |  |
| |        |                                                                            |     |             |    |  |
| |        |                                                                            |     |             |    |  |
| |        |                                                                            |     |             |    |  |
| |        |                                                                            |     |             |    |  |
| |        |                                                                            |     |             |    |  |

### Rumunsko vs. Chorvatsko
| | Rumunsko | 2 :                                                                      | 1    | Chorvatsko |     |  |
| --- | -------- | ------------------------------------------------------------------------ | ---- | ---------- | --- |  |
| Municipal Tennis Club, Ejlat, Izrael 1. února 2012 tvrdý (venku) |          |                                                                          |      |            |     |  |
| \| \| \| \| 1. \| 2. \| 3. \| \| \| -- \| \| ------------------------------------------------------------------------ \| ---- \| ----- \| --- \| \| \| 1. \| \| Simona Halepová Ani Mijačiková \| 6 2 \| 6 2 \| \| \| \| 2. \| \| Irina-Camelia Beguová Petra Martićová \| 4 6 \| 6 1 \| 3 6 \| \| \| 3. \| \| Irina-Camelia Beguová / Simona Halepová Petra Martićová / Ani Mijačiková \| 7 62 \| 78 66 \| \| \| \| \| \| \| \| \| \| \| \| \| \| \| \| \| \| \| \| \| \| \| \| \| \| \| \| \| \| \| \| \| \| \| \| \| \| \| \| \| \| \| |          |                                                                          |      |            |     |  |
| |          |                                                                          | 1.   | 2.         | 3.  |  |
| 1. |          | Simona Halepová Ani Mijačiková                                           | 6 2  | 6 2        |     |  |
| 2. |          | Irina-Camelia Beguová Petra Martićová                                    | 4 6  | 6 1        | 3 6 |  |
| 3. |          | Irina-Camelia Beguová / Simona Halepová Petra Martićová / Ani Mijačiková | 7 62 | 78 66      |     |  |
| |          |                                                                          |      |            |     |  |
| |          |                                                                          |      |            |     |  |
| |          |                                                                          |      |            |     |  |
| |          |                                                                          |      |            |     |  |
| |          |                                                                          |      |            |     |  |

### Polsko vs. Chorvatsko
| | Polsko | 3 :                                                                | 0   | Chorvatsko |    |  |
| --- | ------ | ------------------------------------------------------------------ | --- | ---------- | -- |  |
| Municipal Tennis Club, Ejlat, Izrael 2. února 2012 tvrdý (venku) |        |                                                                    |     |            |    |  |
| \| \| \| \| 1. \| 2. \| 3. \| \| \| -- \| \| ------------------------------------------------------------------ \| --- \| --- \| -- \| \| \| 1. \| \| Urszula Radwańská Donna Vekićová \| 6 3 \| 6 3 \| \| \| \| 2. \| \| Agnieszka Radwańská Petra Martićová \| 6 0 \| 6 3 \| \| \| \| 3. \| \| Magda Linetteová / Alicja Rosolská Ani Mijačiková / Donna Vekićová \| 7 5 \| 7 5 \| \| \| \| \| \| \| \| \| \| \| \| \| \| \| \| \| \| \| \| \| \| \| \| \| \| \| \| \| \| \| \| \| \| \| \| \| \| \| \| \| \| \| |        |                                                                    |     |            |    |  |
| |        |                                                                    | 1.  | 2.         | 3. |  |
| 1. |        | Urszula Radwańská Donna Vekićová                                   | 6 3 | 6 3        |    |  |
| 2. |        | Agnieszka Radwańská Petra Martićová                                | 6 0 | 6 3        |    |  |
| 3. |        | Magda Linetteová / Alicja Rosolská Ani Mijačiková / Donna Vekićová | 7 5 | 7 5        |    |  |
| |        |                                                                    |     |            |    |  |
| |        |                                                                    |     |            |    |  |
| |        |                                                                    |     |            |    |  |
| |        |                                                                    |     |            |    |  |
| |        |                                                                    |     |            |    |  |

### Rumunsko vs. Lucembursko
| | Rumunsko | 3 :                                                                               | 0   | Lucembursko |    |  |
| --- | -------- | --------------------------------------------------------------------------------- | --- | ----------- | -- |  |
| Municipal Tennis Club, Ejlat, Izrael 2. února 2012 tvrdý (venku) |          |                                                                                   |     |             |    |  |
| \| \| \| \| 1. \| 2. \| 3. \| \| \| -- \| \| --------------------------------------------------------------------------------- \| --- \| --- \| -- \| \| \| 1. \| \| Mihaela Buzărnescuová Tiffany Corneliusová \| 6 0 \| 6 0 \| \| \| \| 2. \| \| Irina-Camelia Beguová Anne Kremerová \| 6 3 \| 6 2 \| \| \| \| 3. \| \| Irina-Camelia Beguová / Mihaela Buzărnescuová Anne Kremerová / Claudine Schaulová \| 6 3 \| 6 3 \| \| \| \| \| \| \| \| \| \| \| \| \| \| \| \| \| \| \| \| \| \| \| \| \| \| \| \| \| \| \| \| \| \| \| \| \| \| \| \| \| \| \| |          |                                                                                   |     |             |    |  |
| |          |                                                                                   | 1.  | 2.          | 3. |  |
| 1. |          | Mihaela Buzărnescuová Tiffany Corneliusová                                        | 6 0 | 6 0         |    |  |
| 2. |          | Irina-Camelia Beguová Anne Kremerová                                              | 6 3 | 6 2         |    |  |
| 3. |          | Irina-Camelia Beguová / Mihaela Buzărnescuová Anne Kremerová / Claudine Schaulová | 6 3 | 6 3         |    |  |
| |          |                                                                                   |     |             |    |  |
| |          |                                                                                   |     |             |    |  |
| |          |                                                                                   |     |             |    |  |
| |          |                                                                                   |     |             |    |  |
| |          |                                                                                   |     |             |    |  |

### Polsko vs. Rumunsko
| | Polsko | 2 :                                                                             | 1    | Rumunsko |     |  |
| --- | ------ | ------------------------------------------------------------------------------- | ---- | -------- | --- |  |
| Municipal Tennis Club, Ejlat, Izrael 3. února 2012 tvrdý (venku) |        |                                                                                 |      |          |     |  |
| \| \| \| \| 1. \| 2. \| 3. \| \| \| -- \| \| ------------------------------------------------------------------------------- \| ---- \| --- \| --- \| \| \| 1. \| \| Urszula Radwańská Simona Halepová \| 67 9 \| 4 6 \| \| \| \| 2. \| \| Agnieszka Radwańská Irina-Camelia Beguová \| 6 1 \| 6 3 \| \| \| \| 3. \| \| Agnieszka Radwańská / Urszula Radwańská Irina-Camelia Beguová / Simona Halepová \| 4 6 \| 6 0 \| 6 0 \| \| \| \| \| \| \| \| \| \| \| \| \| \| \| \| \| \| \| \| \| \| \| \| \| \| \| \| \| \| \| \| \| \| \| \| \| \| \| \| \| \| |        |                                                                                 |      |          |     |  |
| |        |                                                                                 | 1.   | 2.       | 3.  |  |
| 1. |        | Urszula Radwańská Simona Halepová                                               | 67 9 | 4 6      |     |  |
| 2. |        | Agnieszka Radwańská Irina-Camelia Beguová                                       | 6 1  | 6 3      |     |  |
| 3. |        | Agnieszka Radwańská / Urszula Radwańská Irina-Camelia Beguová / Simona Halepová | 4 6  | 6 0      | 6 0 |  |
| |        |                                                                                 |      |          |     |  |
| |        |                                                                                 |      |          |     |  |
| |        |                                                                                 |      |          |     |  |
| |        |                                                                                 |      |          |     |  |
| |        |                                                                                 |      |          |     |  |

### Chorvatsko vs. Lucembursko
| | Chorvatsko | 2 :                                                                  | 1   | Lucembursko |     |       |
| --- | ---------- | -------------------------------------------------------------------- | --- | ----------- | --- | ----- |
| Municipal Tennis Club, Ejlat, Izrael 3. února 2012 tvrdý (venku) |            |                                                                      |     |             |     |       |
| \| \| \| \| 1. \| 2. \| 3. \| \| \| -- \| \| -------------------------------------------------------------------- \| --- \| --- \| --- \| ----- \| \| 1. \| \| Ani Mijačiková Claudine Schaulová \| 6 1 \| 2 6 \| 6 4 \| \| \| 2. \| \| Petra Martićová Anne Kremerová \| 5 7 \| 2 3 \| \| skreč \| \| 3. \| \| Ani Mijačiková / Tereza Mrdežová Anne Kremerová / Claudine Schaulová \| 6 1 \| 6 3 \| \| \| \| \| \| \| \| \| \| \| \| \| \| \| \| \| \| \| \| \| \| \| \| \| \| \| \| \| \| \| \| \| \| \| \| \| \| \| \| \| \| \| |            |                                                                      |     |             |     |       |
| |            |                                                                      | 1.  | 2.          | 3.  |       |
| 1. |            | Ani Mijačiková Claudine Schaulová                                    | 6 1 | 2 6         | 6 4 |       |
| 2. |            | Petra Martićová Anne Kremerová                                       | 5 7 | 2 3         |     | skreč |
| 3. |            | Ani Mijačiková / Tereza Mrdežová Anne Kremerová / Claudine Schaulová | 6 1 | 6 3         |     |       |
| |            |                                                                      |     |             |     |       |
| |            |                                                                      |     |             |     |       |
| |            |                                                                      |     |             |     |       |
| |            |                                                                      |     |             |     |       |
| |            |                                                                      |     |             |     |       |